# François-Joseph Cugnet
François-Joseph Cugnet a été seigneur de Saint-Étienne, juge, procureur général, grand voyer, traducteur officiel et secrétaire français du gouverneur et du Conseil pour les affaires de la province de Québec, greffier du papier terrier et avocat.
Fils aîné de François-Étienne Cugnet et de Louise-Madeleine Dusautoy (Dusaultoir), il est né à Québec le 26 juin 1720 et mort dans cette ville le 16 novembre 1789.

## Publications
- Extraits des édits, déclarations, règlements, ordonnances, provisions et commissions des Gouverneurs généraux & Intendants, tirés des registres du Conseil Supérieur [...], Québec, G. Brown, 1775
- Traité abrégé des anciennes Lois, Coutumes et usages de la Colonnie du Canada, aujourd'huy Province de Québec […], Québec, G. Brown, 1775
- Extraits des edits, declarations, ordonnances et reglemens de Sa Majesté très chrétienne : des reglemens et jugemens des gouverneurs generaux et intendans concernans la justice, et des reglemens et ordonnances de police rendues par les intendans faisans partie de la legislature en force en la colonie du Canada aujourd'hui province de Québec : tiré des regîtres [sic] du Conseil supérieur et de ceux d'intendance, Québec, G. Brown, 1775  (ISBN 0659967278 et 9780659967275)
- Traité de la loi des fiefs qui a toujours été suivie en Canada depuis son établissement […], Québec, G. Brown, 1775 (lire en ligne)
- Traité de la police : qui a toujours été suivie en Canada, aujourd'hui Province de Québec, Québec, G. Brown, 1775